# Здорове харчування

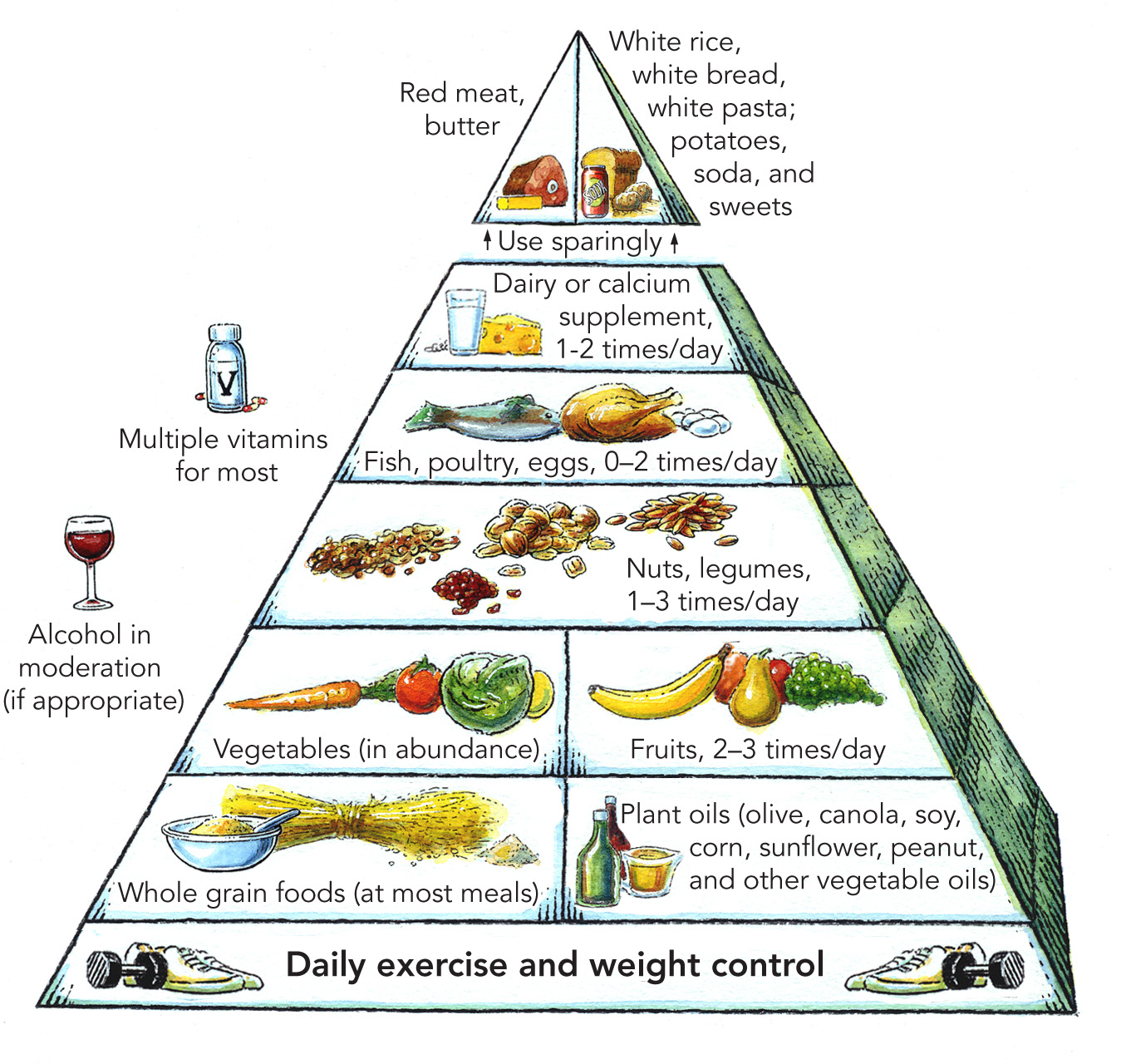
Харчова піраміда середземноморської дієти, яка вважається однією з найкорисніших для людини.

Здорове харчування (здорова дієта) — це харчування, яке забезпечує ріст, нормальний розвиток і життєдіяльність людини, що сприяє зміцненню її здоров'я, попереджає розвиток захворювань та сприяє здоровому довголіттю та омолодженню.
Дотримання рекомендацій здорового харчування в поєднанні з регулярними фізичними вправами є основою здорового способу життя та зменшує ризик хронічних захворювань, таких як ожиріння, серцево-судинні захворювання, діабет, гіпертонічна хвороба, інфекційні хвороби, онкопатології тощо.
Регулярне споживання фруктів та овочів, горіхів, цільнезернових, клітковини, жирної морської риби та/або омега-3 жирних кислот, рослинного білку, оливкової олії знижує ризики багатьох хронічних захворювань та смертності від них.

## Рекомендації по здоровому харчуванню (МОЗ)
Харчування сучасної людини визначає її стан здоров'я протягом всього життя, безпосередньо впливає на благополуччя та тривалість життя. Дотримання батьками збалансованої дієти та принципів здорового способу життя закладає основу здоров'я майбутньої дитини ще до її народження. Ризики для здоров'я сучасної людини пов'язані насамперед із нехтуванням основними засадами здорового способу життя. Принципи здорового харчування становлять його основу.
1. Прагніть споживати адекватну кількість калорій з їжею для задоволення власних потреб в енергії та основних харчових речовинах. Щодня людина залежно від віку, фізичної активності та впливу деяких інших факторів потребує певну кількість калорій за рахунок корисних харчових продуктів, які одночасно з енергією постачають важливі речовини – білки, жири, вуглеводи, харчові волокна, вітаміни, мінерали, біофлавоноїди, пробіотики. Нормальна маса тіла визначається за допомогою уніфікованого показника – індексу маси тіла. Індекс маси тіла (ІМТ) розраховується шляхом ділення маси тіла (у кілограмах) на квадрат росту (у метрах квадратних).
2. Прагніть споживати щодня достатню кількість корисних харчових продуктів: овочів, бобових, фруктів, цільних злаків, горіхів, насіння, яєць, нежирного м'яса, риби та молочних і кисломолочних продуктів. Користь від споживання натуральних рослинних та білкових продуктів доведена у багаторічних дослідженнях із залученням мільйонів людей у різних країнах на всіх континентах. Вона полягає у зменшенні ризику захворіти, покращенні якості та у збільшенні тривалості життя, коли ми робимо здоровий вибір у харчуванні.
3. Уникайте частого споживання харчових продуктів та страв із значним вмістом солі, цукру та надмірним вмістом жир. Основним джерелом солі, цукру та жиру, включаючи транс жирні кислоти, є харчові продукти, що пройшли технологічну обробку. Додавання 2 перерахованих інгредієнтів значно посилює смакові властивості їжі. Водночас, тривале споживання солодкої, солоної та жирної їжі суттєво збільшує ризик небезпечних захворювань серця і судин, діабету та раку.
4. Намагайтесь дотримуватись оптимального режиму харчування та набути здорових харчових звичок. Регулярне харчування, повільне споживання їжі у пристосованих для цього місцях позитивно впливає на функціональний стан органів травлення, попереджає набір зайвої ваги і пов'язані з нею небезпечні для здоров'я стани – високий артеріальний тиск, атеросклероз та підвищення рівня цукру у крові.
5. Пийте достатньо рідини, обирайте напої, які не містять багато калорій. Не починайте вживати алкоголь або обмежте його споживання. Достатнє споживання рідини є одною з обов'язкових умов для забезпечення належної фізичної та розумової активності людини. Вода повинна бути основним джерелом рідини[26]. Калорійні напої, включаючи солодкі газовані, соки та соковмісні напої повинні бути суттєво обмежені. Чим менше людина споживає алкогольних напоїв, тим краще для її здоров'я.
6. Постійно та ретельно дотримуйтесь правил харчової безпеки, включаючи дотримання чистоти, вибір тільки якісних та безпечних харчових продуктів, належних умов їх транспортування, зберігання та приготування. Харчова безпека – це питання спільної відповідальності, в якому зменшення ризику отруєнь та кишкових інфекцій залежить також від споживача. Правила харчової безпеки включають всі етапи поводження з їжею до її споживання.
7. Намагайтесь більше рухатись і займатись фізичними вправами щодня. Активний спосіб життя має відомі переваги у забезпеченні здорового та тривалого життя. Щоденні, улюблені вами види фізичної активності є найкращим способом проведення вільного часу.

## Компоненти здорового харчування
Поживні речовини (нутрієнти) — це компоненти їжі, які використовуються організмом як джерело пластичних матеріалів, енергії та каталізаторів. Їх поділяють на 2 групи:
- макроелементи — білки, жири (ліпіди), вуглеводи;
- мікроелементи (необхідні в кількостях менше 1г на добу) — вітаміни, мінеральні речовини, фітонутрієнти.

Крім того поживні речовини поділяють на:
- замінні — можуть синтезуватись в організмі з інших речовин (жири – з вуглеводів, вуглеводи – з амінокислот, деякі амінокислоти – з інших амінокислот та вуглеводів);
- незамінні — не синтезуються в організмі та мають обов'язково надходити з їжею (вода, майже всі вітаміни, мікроелементи, незамінні амінокислоти, поліненасичені жирні кислоти, клітковина та фітонутрієнти).Здорове харчування передбачає гармонійне споживання білків, жирів, вуглеводів, вітамінів, макро- і мікроелементів, клітковини та біологічно активних речовин — основних речовин, які містяться в харчових продуктах.

Регулярне споживання фруктів та овочів, горіхів, цільнезернових, клітковини, жирної морської риби та/або омега-3 жирних кислот, рослинного білку, оливкової олії знижує ризики багатьох хронічних захворювань та смертності від них.
Різноманіття раціону необхідно для формування та збереження різноманітної флори кишки. Різноманіття складу мікробіоти (різних видів мікроорганізмів) є однією з основних умов здоров'я кишки та організма в цілому. Тому для здоров'я мікрофлори кишки доцільним є вживання якомога більшої кількості різних продуктів з високим вмістом клітковини, особливо фруктів та овочів, спецій та ферментованих продуктів.
Дослідження 2021 року, яке охопило понад 40 000 сімей у Великобританії, показало, що регулярне вживання фруктів, овочів та регулярні помірні фізичні навантаження, достовірно підвищують відчуття щастя, незалежно від рівня доходів, місця проживання, статі, освіти чи вікової групи.
Ще одне рандомізоване клінічне дослідження 2021 року 43 здорових людей у віці від 50 до 72 років показало, що 8 тижнів здорового способу життя — рослинно-орієнтована дієта, достатній та якісний сон, фізичні вправи та активне розслаблення, а також прийом пробіотиків та фітонутрієнтів — омолодили біологічний (епігенетичний) вік людей у середньому на 3,2 роки (p=0.018).

### Вода

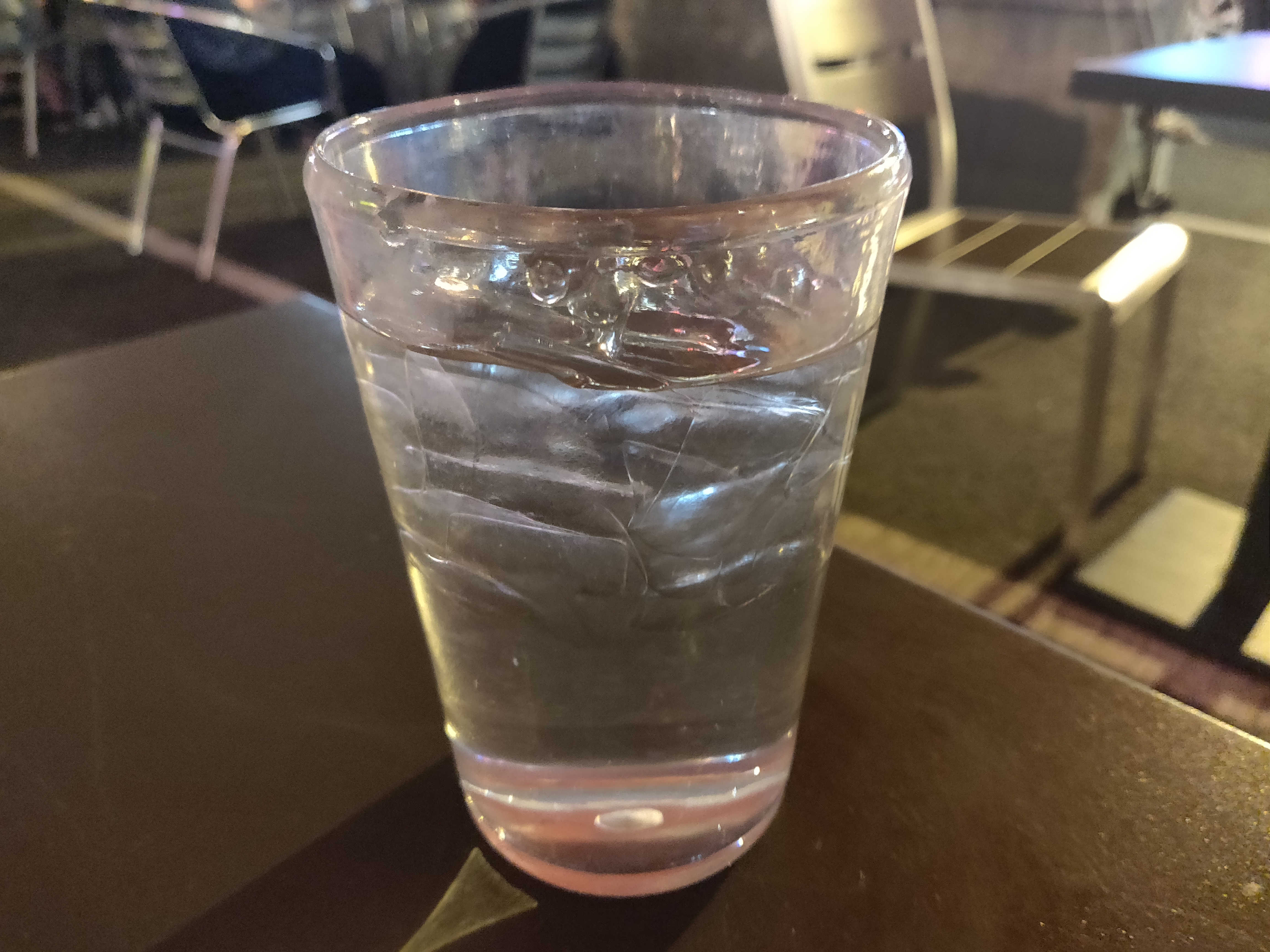
Добова потреба води — 3-4% від маси тіла. Щоб легко визначити скільки це — потрібно розділити свою вагу на 30.

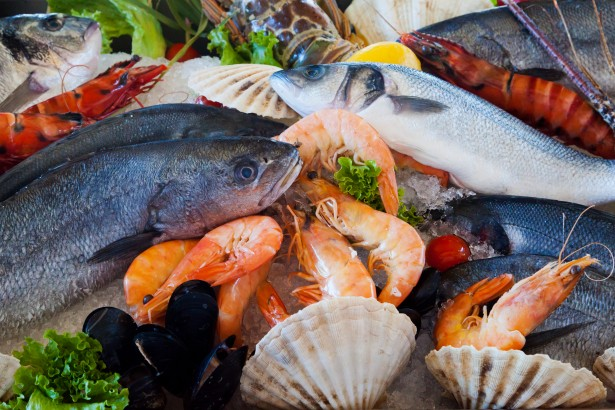
Морепродукти — джерело білку, корисних жирів (Омега-3), вітамінів та мікроелементів. Скумбрія та криль антарктичний — найкращі джерела Омега-3 жирних кислот.

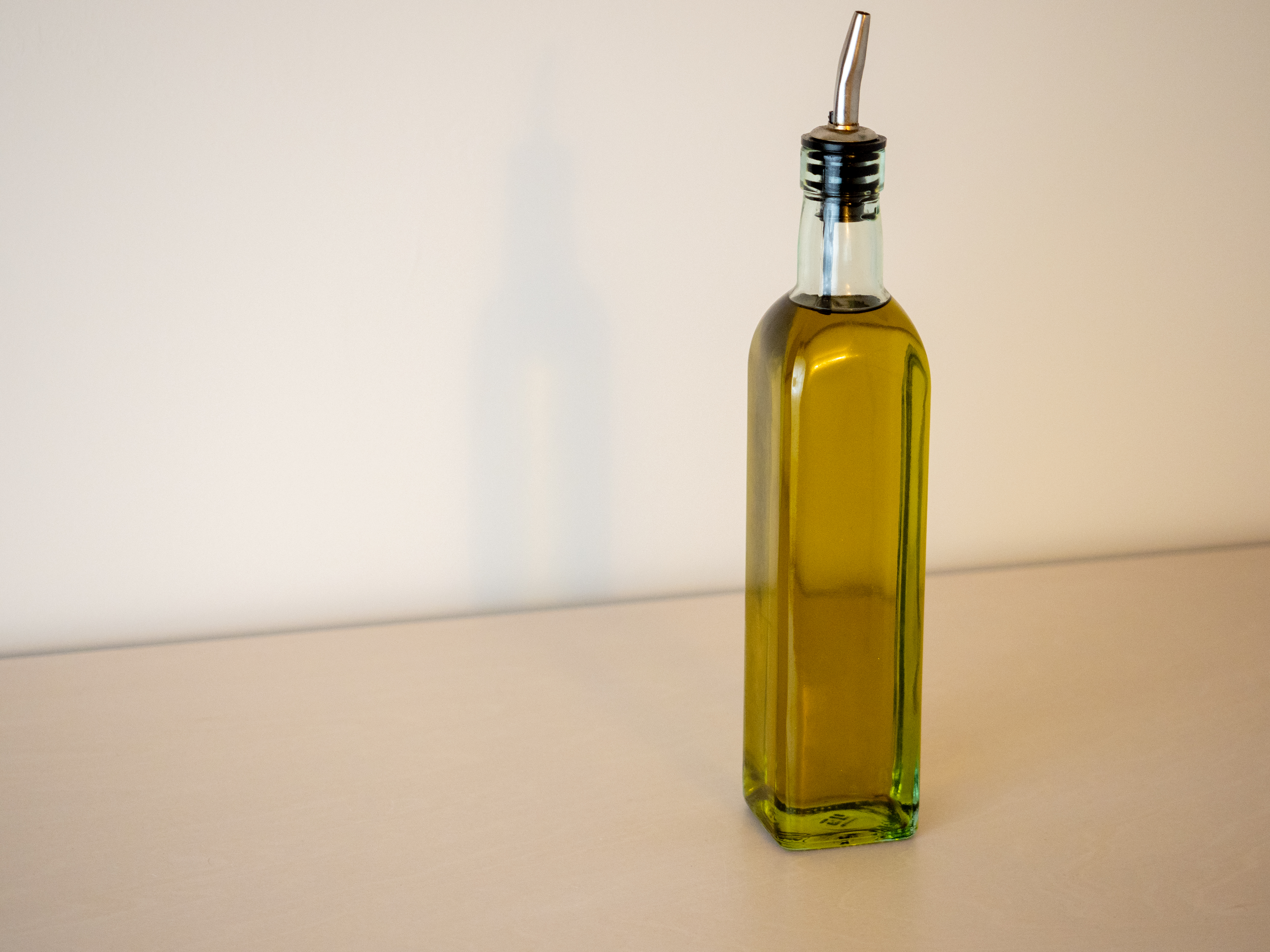
Регулярне споживання оливкової олії знижує ризики багатьох хронічних захворювань та смертності від них.

Добова потреба чистої питної води становить 3–4 % від ваги тіла за добу.

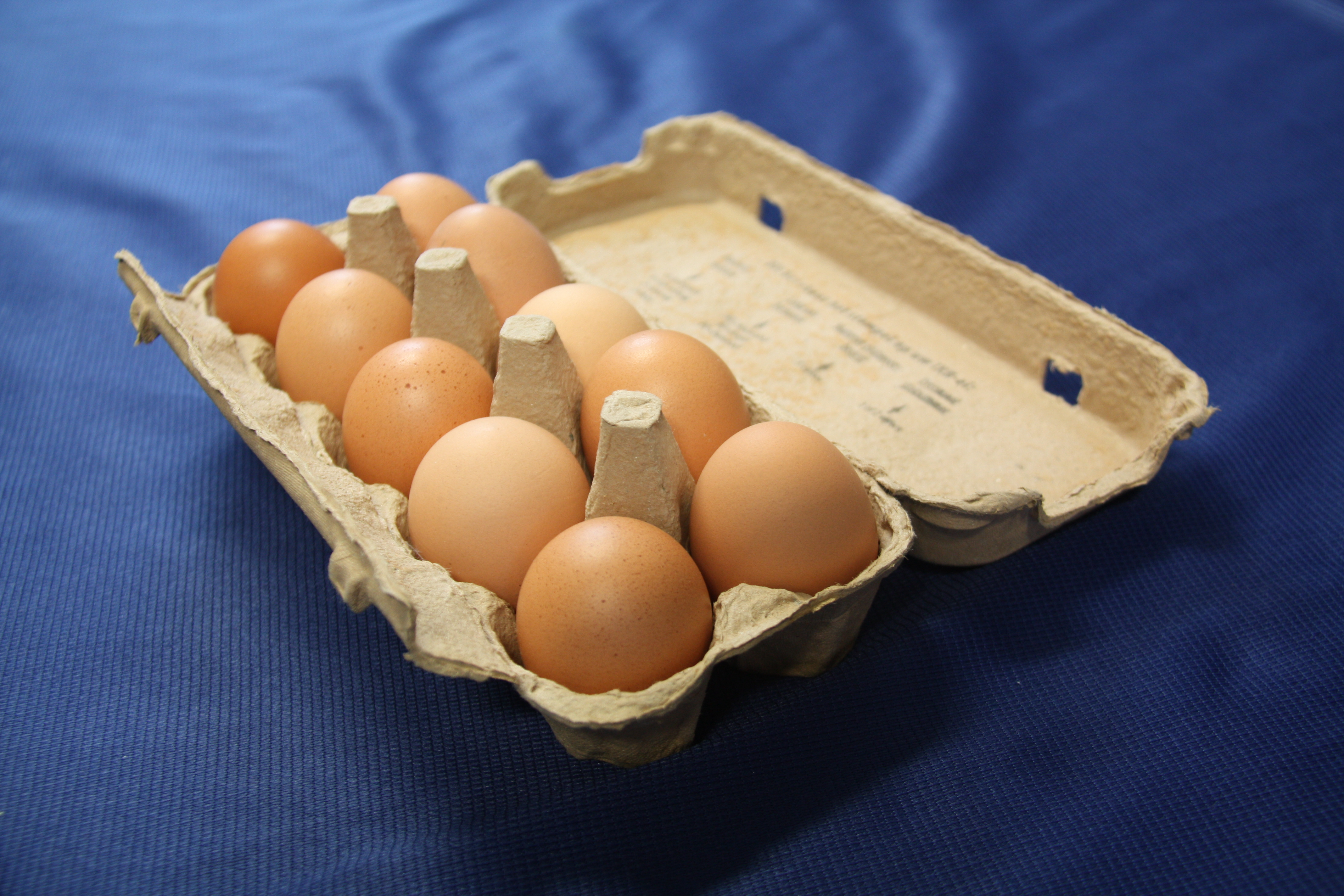
Курячі яйця — джерело високоякісного білку (містить всі амінокислоти, легко засвоюється), корисних жирів (холін) та вітамінів.

### Білки (протеїни)

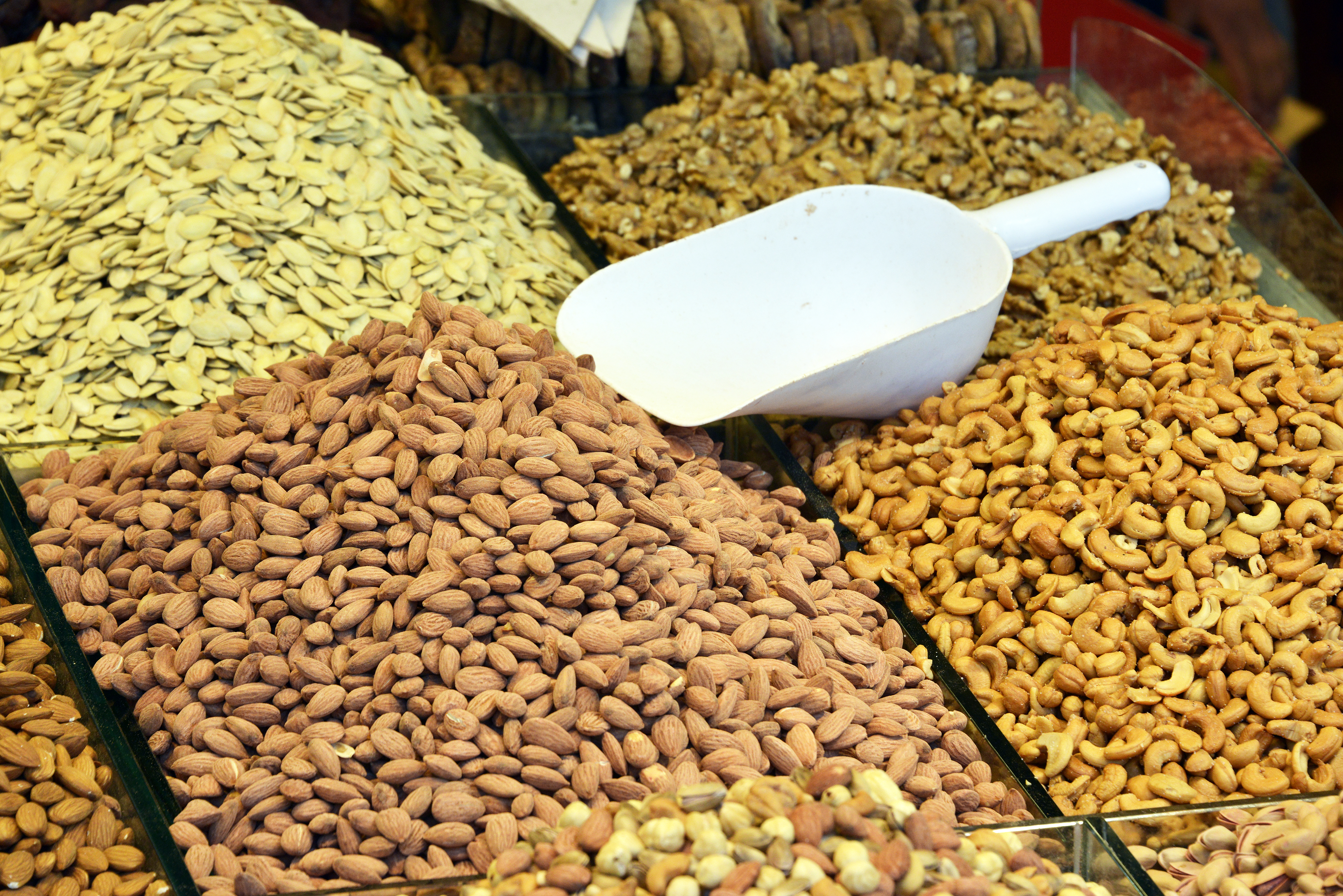
Горіхи багаті на корисні жири, якісний білок, вітаміни та мікроелементи. Регулярне споживання горіхів зменшує ризики багатьох хронічних захворювань..

- Білкові продукти повинні складати близько 20–25 % раціону. Це основний будівельний матеріал тканин тіла. Білки складають основу структурних елементів клітин i тканин тіла людини, входять до складу ферментів, беруть участь у виробленні імунітету.
- Харчова цінність білка залежить від його амінокислотного складу та біодоступності (засвоюваності). Одним з найкращих джерел білку для людини є курячі яйця[37][38] — вони містять всі необхідні амінокислоти, майже повністю засвоюються, і, до того ж, мають високий вміст корисних жирів, вітамінів, мікроелементів. Раніше вважалось, що вживання курячих яєць збільшує рівень холестерину в крові. Нові дослідження показали[39][40][41], що немає зв'язку із рівнем холестерину в крові і помірним (1–4 на добу) вживанням курячих яєць. Холестерин також необхідний для організму, з нього утворюються стероїдні гормони, мембрани та значний відсоток нервової системи. Більше того, курячі яйця можуть навпаки сприяти зменшенню холестерину та покращенню здоров'я серцево-судинної системи, завдяки високому вмісту корисних жирів[42] та вітамінів (лецитин, холін; вітамін B3). Мета-аналіз 2017 року показав, що вживання одного яйця щодня не пов'язане зі збільшенням серцево-судинних захворювань або смертності від усіх причин та, ймовірно, пов'язане з меншим ризиком інсульту порівняно з низьким споживанням курячих яєць (1 яйце на тиждень).[43]
- Джерела білків: яйця, риба, бобові та сочевиця, м'ясні та молочні продукти, насіння та горіхи, гриби.
- Добова потреба білку приблизно 0.6–1.4 г/кг бажаної маси тіла[44][45], для набору м'язової маси приблизно 1.5–2.2 г/кг бажаної маси тіла[45], разом з силовими тренуваннями[46]. Синтез білка обмежується тією незамінною амінокислотою, яка надходить в організм в мінімальній кількості. Тобто, для повноцінного синтезу білка недостатньо просто вживати багато білку — білок має бути повноцінним та містити усі незамінні амінокислоти.
- Коефіцієнт зношування Рубнера — це кількість білка, яка при безбілковій дієті розпадається за добу — 25–28 грам. На основі цього коефіцієнту були прийняті:
  - Білковий мінімум — найменша кількість білка в добовому раціоні, яка забезпечує рівновагу розпаду-синтезу білка — 35 грам білка на добу, або 0,5 г/кг маси тіла на добу. Це більше коефіцієнту зношування, тому що харчовий білок засвоюється не повністю, та його амінокислотний склад може не повністю відповідати потребам організму.
  - Білковий оптимум — кількість білка в організмі, яка забезпечує не тільки рівновагу розпаду-синтезу білка (азотиста рівновага), а й добре самопочуття, максимальну працездатність і стійкість до несприятливих факторів. Білковий оптимум складає 80–100 г білка на добу.

### Жири (ліпіди)
- Вміст жирів у щоденному раціоні мусить бути близько 20–40 %. Добова потреба: 80–100 г. Енергетична цінність 1 г жиру складає 9.3 ккал (39.1 кДж).
- Жири використовуються в якості пластичного матеріалу (компоненти мембран клітин, попередники деяких гормонів), забезпечують смакові якості їжі, відчуття насичення, сприяють всмоктуванню жиророзчинних вітамінів (A, D, E, K).
- Основні джерела — олія та масло, яйця, жирні морепродукти, горіхи та насіння, м'ясні та молочні продукти, авокадо. Транс-жири, які часто зустрічаються у стравах закладів швидкого харчування та перероблених продуктах (фаст-фуд, снеки, солодощі), є канцерогенами і можуть сприяти серцево-судинним захворюванням)[47][48][49]. Найкращим регулярним джерелом жирів для здорового харчування вважаються ненасичені жири, які зокрема містяться в оливковій олії. Відомо, що вона зміцнює стінки артерій і є важливою складовою середземноморської дієти[2][22]. Дієтологи радять використовувати її замість маргарину, вершкового масла та інших олій, щоби знизити кількість калорій у власній дієті й збагатити раціон незамінними поліненасиченими жирними кислотами.
- Добова квота жирів має містити 50–70 % тваринних жирів та 30–50 % рослинних жирів. Рослинні жири й олії містять необхідні та незамінні поліненасичені жирні кислоти (оливкова олія, лляна, конопляна тощо); тоді як тваринні жири багаті на холестерол.
  - Точка димлення є максимально допустимою для певної олії температурою для приготування їжі. Наприклад, лляна олія має найменшу точку димлення і не підходить для смаження, а конопляна олія та олія волоського горіха підходять для смаження тільки на маленькому вогні.
  - Омега-3 жирні кислоти несуть користь для здоров’я при серцево-судинних захворюваннях, діабеті, депресії, віковому зниженні когнітивних функцій, та деяких інших хворобах[50].
  - Систематичний огляд і мета-аналіз 38 проспективних когортних досліджень, що включали 811 069 учасників з оцінкою дієтичного споживання і 65 411 учасників з вимірюваннями біомаркерів, показав, що більш високе споживання поліненасиченої омега-6 лінолевої жирної кислоти, оцінене за допомогою дієтичних опитувань або біомаркерів, було пов'язане з дещо нижчим ризиком смертності від усіх причин, ССЗ та раку. Ці дані підтверджують потенційні довгострокові переваги споживання поліненасичених жирних кислот (ПНЖК) щодо зниження ризику серцево-судинних захворювань і передчасної смерті[51]. Але Омега-6 жирні кислоти мають споживатись разом з Омега-3 жирними кислотами, і в оптимальному співвідношенні, тому що забагато Омега-6, особливо при нестачі Омега-3, є шкідливим[52][53].

- Під час харчування важливо дотримуватись корисного співвідношення жирних кислот (Омега-6/Омега-3) які містяться в їжі[54]. Обидва види жирних кислот потрібні для організму, але Омега-6 у високій кількості мають прозапальний ефект, тобто збільшують запалення в організмі. Омега-3 — навпаки мають протизапальний ефект і зменшують рівень загального запалення в організмі. За останнє століття значно збільшилось загальне споживання жирів людьми, особливо насичених жирів, Омега-6 і транс-жирів; тоді як споживання Омега-3 зменшилось. Чим більше коефіцієнт Омега-6/Омега-3 (тобто чим більше Омега-6, порівняно з Омега-3 в крові), тим більше ризик розвитку ожиріння та багатьох хронічних хвороб[55][56]. Оптимальним вважається співвідношення Омега 6/3 від 4:1 до 1:1[54]. Багато рослинних олій мають значно вищі показники, тому при їх споживанні варто додатково збалансовувати раціон джерелами Омега-3 жирних кислот[57][58].
  - Їжа з високим вмістом Омега-3 жирних кислот:
    - морепродукти: скумбрія, тріска, лосось, тунець, криль;
    - рослинна олія: лляна (1:4), олія розторопші (1:1), конопляна (2:1-3:1[59]), волоського горіха (5:1[60]), оливкова олія 10:1;
    - горіхи: волоський, макадамія;
    - насіння: льон, конопля, чіа.

  - Їжа з високим вмістом Омега-6 жирних кислот:
    - рослинна олія: олія виноградних кісточок (374:1), соняшникова олія (311:1), мигдалева олія, гарбузова олія (79:1), кунжутова олія (50:1), арахісова олія;
    - насіння: соняшник, гарбуз, кунжут;
    - горіхи: мигдаль, арахіс.
- Холестерол (холестерин) — це воскоподібна жироподібна речовина, яка є важливим компонентом клітинних мембран і бере участь у синтезі гормонів, жовчних кислот і вітаміну D. Організм може виробляти холестерол самостійно, головним чином у печінці, але його також можна отримувати з харчових джерел. Дієтичний холестерин міститься лише в продуктах тваринного походження, таких як вершкове масло, яйця, м’ясо, птиця, морепродукти, та молочні продукти.
  - Приблизно 25 % всього холестеролу організму людини міститься в мозку, 20% в печінці, 15% в наднирниках (з холестеролу в наднирниках утворюються стероїдні гормони)[61].
  - В крові людини циркулює два основних типи холестерин: холестерин ліпопротеїнів низької щільності (ЛПНЩ), який зазвичай називають «поганим» холестерином, і холестерин ліпопротеїнів високої щільності (ЛПВЩ), який часто називають «хорошим» холестерином. ЛПНЩ і ЛПВЩ — це ліпопротеїни, які є складними частинками, що складаються з холестерину та тригліцеридів (ліпіди) та білків (протеїни). Вони відіграють вирішальну роль у транспортуванні та метаболізмі холестерину та інших жирів в організмі.
    - ЛПНЩ, який часто називають «поганим» холестерином, відповідає за перенесення холестерину з печінки до клітин по всьому тілу. Коли рівень холестерину ЛПНЩ у крові високий, існує більша ймовірність відкладення холестерину на стінках артерій. З часом це може призвести до накопичення бляшок, процесу, відомого як атеросклероз. Атеросклероз може звужувати та ущільнювати артерії, що призводить до зниження кровотоку та підвищення ризику серцево-судинних подій, таких як інфаркт або інсульт. Окрім транспортування холестерину, ЛПНЩ може модулювати імунну відповідь і сприяти запаленню. Підвищені рівні окисненого ЛПНЩ пов'язані з підвищеним ризиком атеросклерозу та серцево-судинних подій через його прозапальні та проатерогенні властивості[62]. Проспективне когортне дослідження 14 035 дорослих американців 2022 року показало, що як дуже низькі, так і дуже високі рівні холестерину ЛПНЩ пов'язані зі збільшенням смертності. Особи з рівнем холестерину ЛПНЩ нижче 70 мг/дл мали вищий ризик смертності від усіх причин, смертності від серцево-судинних захворювань та специфічної смертності від інсульту, але не мали підвищеного ризику смертності від ішемічної хвороби серця порівняно з особами з рівнем холестерину ЛПНЩ 100–129,9 мг/дл. Навпаки, люди з рівнем холестерину ЛПНЩ 190 мг/дл або вище мали вищий ризик смертності від серцево-судинних захворювань та смертності від ішемічної хвороби серця, але не мали підвищеного ризику смертності від інсульту порівняно з людьми з рівнем холестерину ЛПНЩ 100–129,9 мг/дл[63].
    - ЛПВЩ, широко відомий як «хороший» холестерин, виконує протилежну функцію ЛПНЩ. Він транспортує надлишок холестерину з клітин і тканин назад у печінку для виведення або переробки. Цей процес, який називається зворотним транспортом холестерину, допомагає запобігти накопиченню холестерину в артеріях і знижує ризик атеросклерозу та серцево-судинних захворювань. Окрім крім зворотного транспорту холестерину, ЛПВЩ мають протизапальні, антиоксидантні та антитромботичні властивості, які сприяють його захисній дії на серцево-судинну систему. ЛПВЩ також допомагає модулювати імунні відповіді та підтримувати функцію ендотелію, що важливо для належного здоров'я кровоносних судин[64][65][66].

  - Раніше вважалося, що споживання продуктів з високим вмістом холестерину підвищить рівень холестерину в крові та збільшить ризик ССЗ. Однак нещодавні дослідження показали, що для більшості людей холестерин у їжі має мінімальний вплив на рівень холестерину в крові та ризик серцево-судинних захворювань[67]. Натомість було виявлено, що насичені жири та трансжири мають більш значний вплив на рівень холестерину в крові та ризик ССЗ[68]. Огляд 2019 року 17 когортних досліджень щодо впливу вживання холестерину на ризик ССЗ показав, що 12 досліджень показали відсутність суттєвого зв’язку між інсультом, подіями ІХС або смертю від ІХС і холестерином у їжі; 8 досліджень виявили відсутність суттєвого зв'язку між вживанням холестерину і смертністю від ішемічної хвороби серця (ІХС), тоді як 3 дослідження показали позитивний зв'язок із смертністю від ІХС[69]. Одне дослідження, проведене Шведською когортою мамографів[70], показало вищий ризик ішемічного інсульту і трохи нижчий ризик геморагічного інсульту при високому споживанні холестерину, тоді як інше дослідження Японського дослідження здоров'я дорослих[71] показало, що вищий рівень споживання холестерину пов'язаний із меншим ризиком ішемічного інсульту.

### Вуглеводи

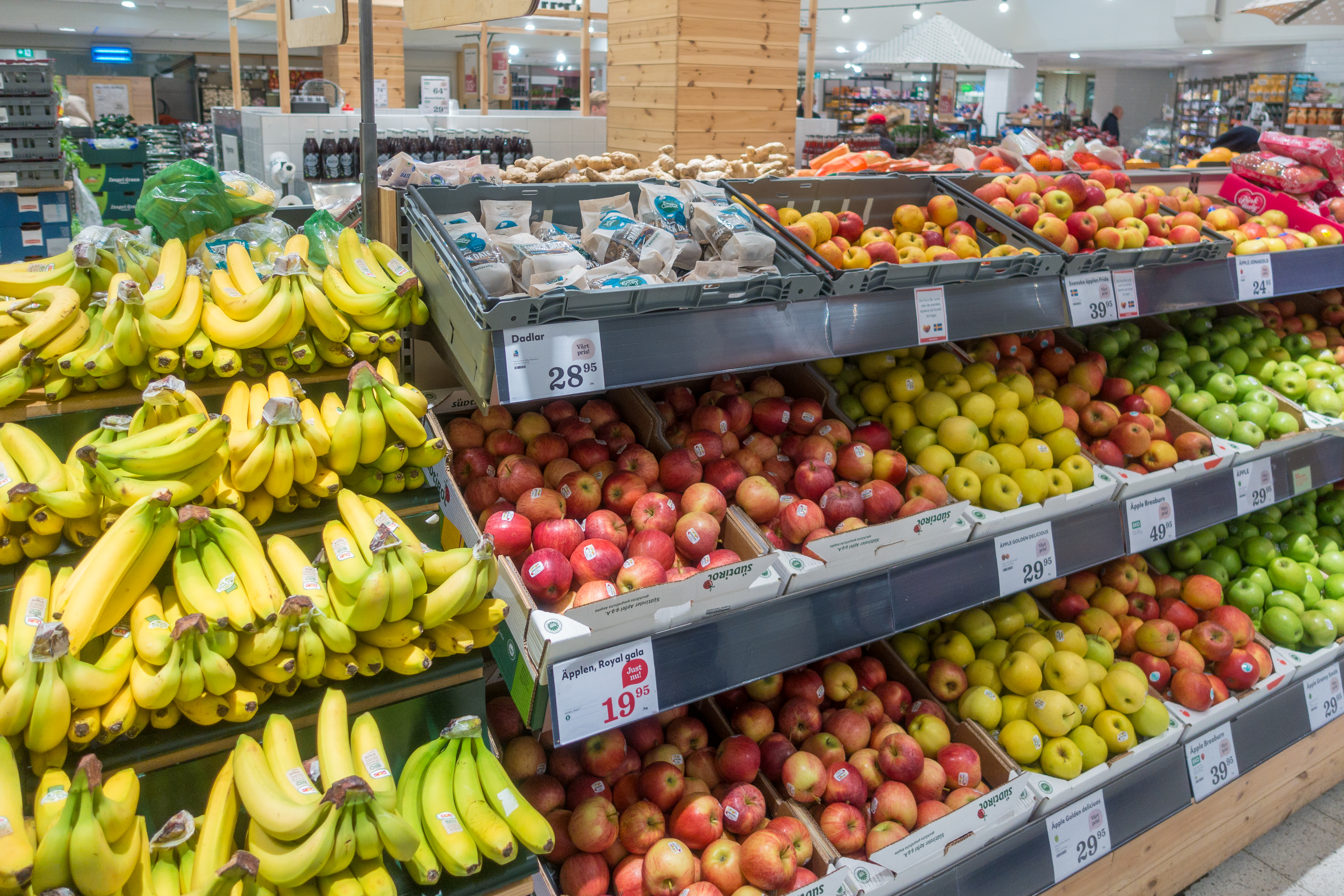
Свіжі фрукти та овочі — джерело клітковини, необхідної для живлення флори кишки, вуглеводів, вітамінів, мікроелементів та різноманітних фітотутрієнтів

- Свіжі фрукти та овочі — джерело клітковини, необхідної для живлення флори кишки, вуглеводів, вітамінів, мікроелементів та різноманітних фітотутрієнтівВміст вуглеводів у щоденному раціону близько 30–50 %, або 400–500 грам. Енергетична цінність 1 г вуглеводів складає 4.1 ккал (17.1 кДж).
- Вуглеводи використовуються як джерело енергії та в якості пластичних матеріалів (входять до складу гліколіпідів, глікопротеїнів, де «гліко» — це вуглевод).
- З кожних 100 г надлишкових вуглеводів, особливо сахарози цукру, синтезується близько 30 г жирів.
- Основні джерела: каші (вівсяна, перлова, пшенична тощо), свіжі фрукти та овочі, бобові (квасоля, горох, нут), сочевиця, гриби, картопля, кукурудза, хліб.
- Обов'язковим компонентом їжі, який відноситься до категорії вуглеводів, є харчові волокна (клітковина, пектини, геміцелюлоза), які повинні складати не менше 5 % (25 г для жінок і 38 г для чоловіків[72]) від загальної кількості вуглеводів.

### Харчові волокна

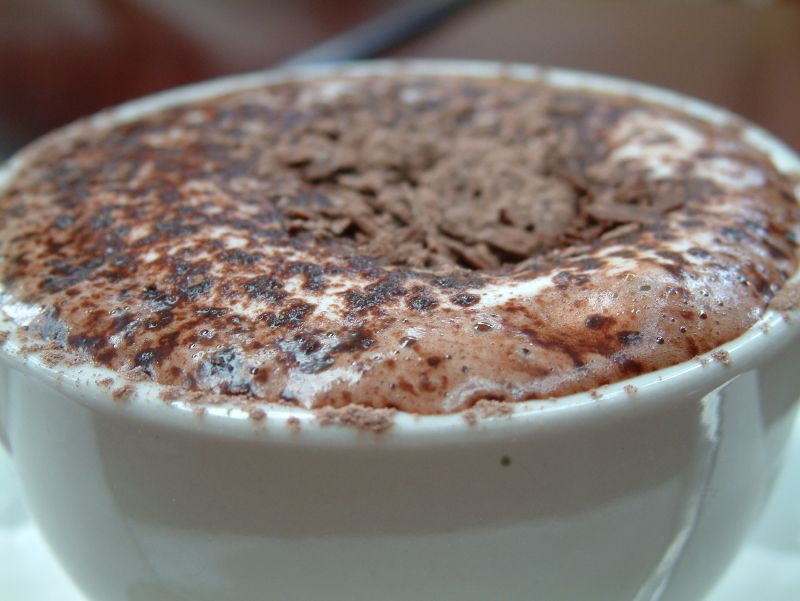
Несолодкий темний какао містить багато корисних фітонутрієнтів (катехіни, проціаніди) і харчових волокон (клітковини) і сприяє багатьом корисним ефектам: антиоксидантний, покращує флори кишки, кардіо- і нейропротекторний, протизапальний, а також какао покращує стан ендотелію судин, розширює судини і покращує циркуляцію крові, нормалізує артеріальний тиск, покращує ліпідний профіль крові і зменшує інсулінорезистентність, та, навіть збільшує кількість циркулюючих в крові стовбурових клітин і протидіє клітинному старінню.

- Харчові волокна (клітковина), які входять до складу овочів, фруктів, спецій, грибів, водоростей та цільнозернових, є натуральним пребіотиком, тобто в кишці людини розщеплюються за участі бактеріальної флори — флори кишки (мікробіому).
- Клітковина необхідна для живлення мікробіоти кишки, яка живить організм людини корисними молекулами — ферменти, білки, коротколацюгові жирні кислоти (бутират)[73], вітаміни, пептиди та амінокислоти, біосурфактанти, органічні кислоти[74][75]. Також клітковина підтримує здоров'я шлунково-кишкового тракту; посилює перистальтику (моторику) та проходження їжі по кишці; покращує виведення токсичних речовин; та загалом для оптимізує процеси травлення і здоров'я ШКТ[76].
- Мінімальна добова потреба клітковини — 25 г для жінок і 38 г для чоловіків[76].
- Основні джерела — овочі (особливо коренеплоди та зелень), фрукти (яблука, банани, ягоди, цитрусові тощо), висівки (клітковина), цільно-зернові каші, бобові, спеції, насіння, гриби та водорості, какао, ферментовані продукти (містять і клітковину, і корисні бактерії, що її перетравлюють і заселяють кишку людини (квашена капуста, кефір, йогурт, натто, кімчі)).

### Вітаміни
Осн. стаття — Вітаміни.
Вітаміни — незамінні складники раціону здорового харчування, які беруть участь у всіх біопроцесах організму. Дефіцит вітамінів може негативно позначитися на здоров’ї, фізичному розвитку і сприяти обмінним порушенням та хронічним захворюванням.
Вітаміни необхідні для життєдіяльності живого організму в малих дозах, і не утворюються в самому організмі в достатній кількості, через що повинні надходити із їжею.
Існують такі вітаміни:
- A, D, E, K (жиророзчинні);
- C, B1, B2, B3, B4, B5, B6, B7, B8, B9, B12 (водорозчинні).

### Мікроелементи
Осн. стаття — Мікроелементи.
Мікроелементи: Mg, Ca, P, K, Na, Fe, Zn, Se, I, Cr, S, Li, Mn, Si, Cu.

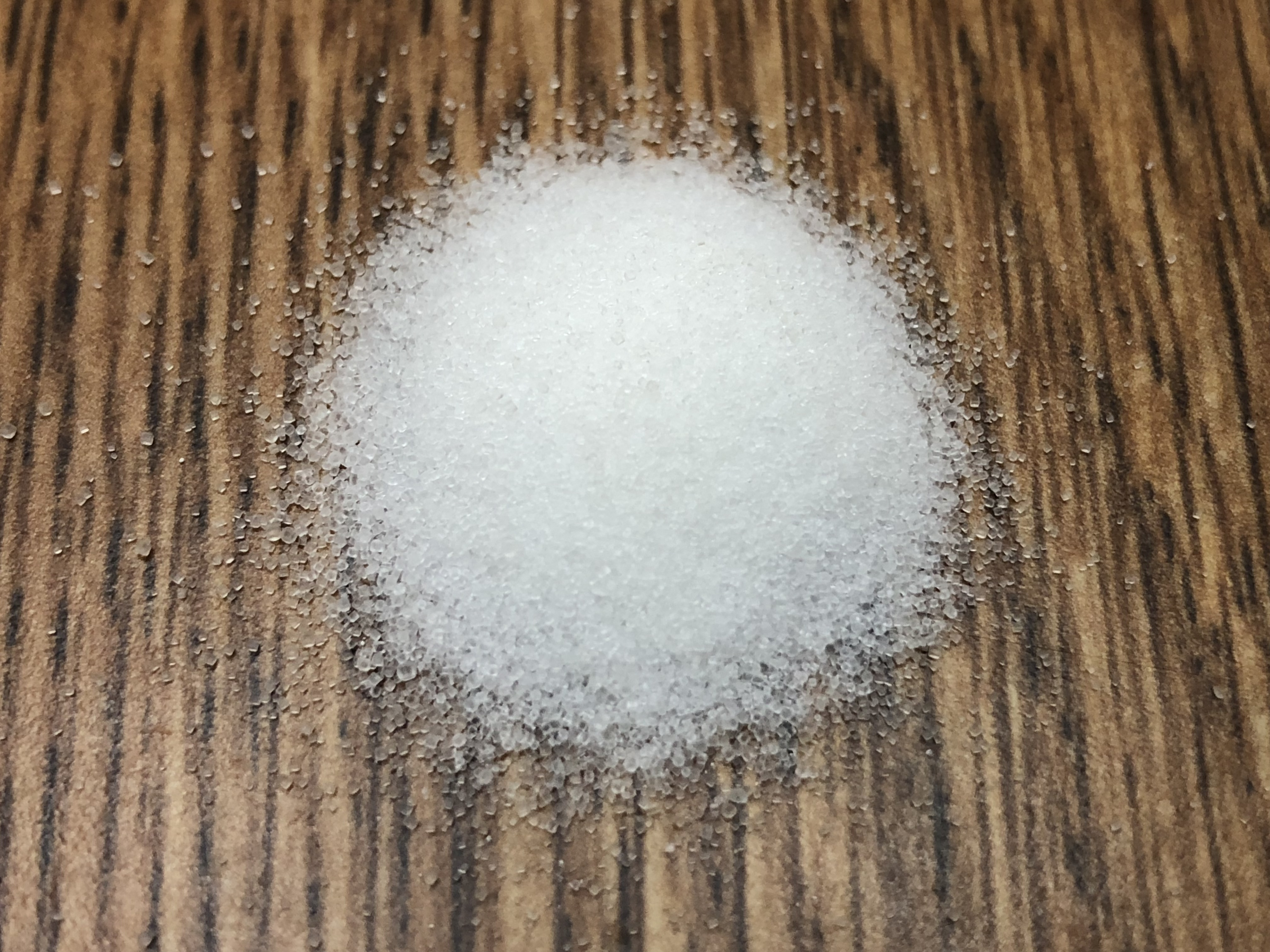
Йодована сіль — основне джерело йоду в регіонах з йододефіцитом (Україна).

- Йодована сіль — основне джерело йоду в регіонах з йододефіцитом (Україна).Йод: рекомендована добова норма споживання Йоду для дорослих — 150–200 мкг[84]. Це приблизно 5г йодованої солі. Також йод міститься в (мкг/100г): морських водоростях (особливо коричневих), морепродуктах (сайда (400), пікша(400), лангустин (300), тріска(150), скумбрія атлантична (50), оселедець (50), анчоус (50), морський окунь, краб, лобстер), яйцях (1 яйце = ~20 мкг йоду)[85][86]. Експерти ВООЗ вважають безпечним дозування йоду до 1000 мкг (1 мг) на добу для дорослих[87].
- Магній: добова потреба 420 мг для дорослих чоловіків та 500 мг для дорослих жінок[84][88][89] Джерела (мг/100г; за зменшенням вмісту): насіння гарбуза (500), мигдаль (250), кеш'ю (250), арахіс (168), шпинат (80), чорні боби (60), чіа, кіноа, тофу, какао, авокадо[89].

- Добова потреба кальцію: 1200–1300 мг для дорослих чоловіків та 1100–1300 мг для дорослих жінок[90].
- Добова потреба фосфору: 1200 мг для дорослих чоловіків та для дорослих жінок[90].
- Добова потреба заліза: 15 мг для дорослих чоловіків та 17 мг для дорослих жінок[90].
- Добова потреба цинку: 15 мг для дорослих чоловіків та 12 мг для дорослих жінок[90].
- Добова потреба  елену: 70 мкг для дорослих чоловіків та 50 мкг для дорослих жінок[90].

### Фітонутрієнти
Фітонутрієнти — це біологічно активні неаліментарні складові їжі, які містяться в рослинних продуктах, переважно свіжих — фрукти, овочі та зелень, горіхи, спеції, гриби, водорості, продукти бджільництва, проростки та супер'їжі. Вони не виконують пластичної та енергетичної функції, як білки, жири та вуглеводи, але необхідні для здорового перебігу різноманітних біохімічних процесів.
- Фітонутрієнти необхідні для здоров'я організму — зменшення запальних процесів, посилення регенеративних процесів, збільшення резистентності хворобам та їх профілактики[91], для здоров'я мікробіоти кишки[92], мозку[93] та печінки[94][95], для протидії вільним радикалам[96], омолодження біологічного віку[97] та здорового функціонування організму загалом[98][99].
- Поліфеноли (флавоноїди; таніни, лігнани, фенольні кислоти, дубильні речовини), каротиноїди, терпени, пектини, індоли, сіркоорганічні сполуки, капсаїцин — різноманітні фітонутрієнти, які містяться в свіжих овочах, фруктах, грибах, насіннях, горіхах, водоростях, суперфудах.
  - Поліфеноли — це різноманітна група природних сполук, які містяться в рослинах і відомі своїми антиоксидантними властивостями. Їх багато у фруктах, овочах, чаї та деяких горіхах. Поліфеноли відіграють вирішальну роль у захисті рослин від стресових факторів навколишнього середовища та сприяють їхньому кольору, смаку та захисту від патогенів. В наукових дослідженнях ці сполуки виявляють потенційну користь для здоров'я, включаючи антиоксидантну[96][100][101], протизапальну[100][101][102][103][104], імуномодулюючу[103][105] та потенційно протиракову дії[106][107][108][109], що призводить до їх дослідження для сприяння загальному здоров’ю[91][99] та благополуччю. Дослідження показують, що споживання продуктів, багатих поліфенолами, може підтримувати здоров’я серця[110][111], покращувати здоров'я травної системи[112][113] та здоров'я печінки[94][95], та знижувати ризик деяких хронічних захворюваньв ключаючи ожиріння, нейродегенеративні захворювання, діабет 2 типу, серцево-судинні захворювання, та інші[91][99][114].

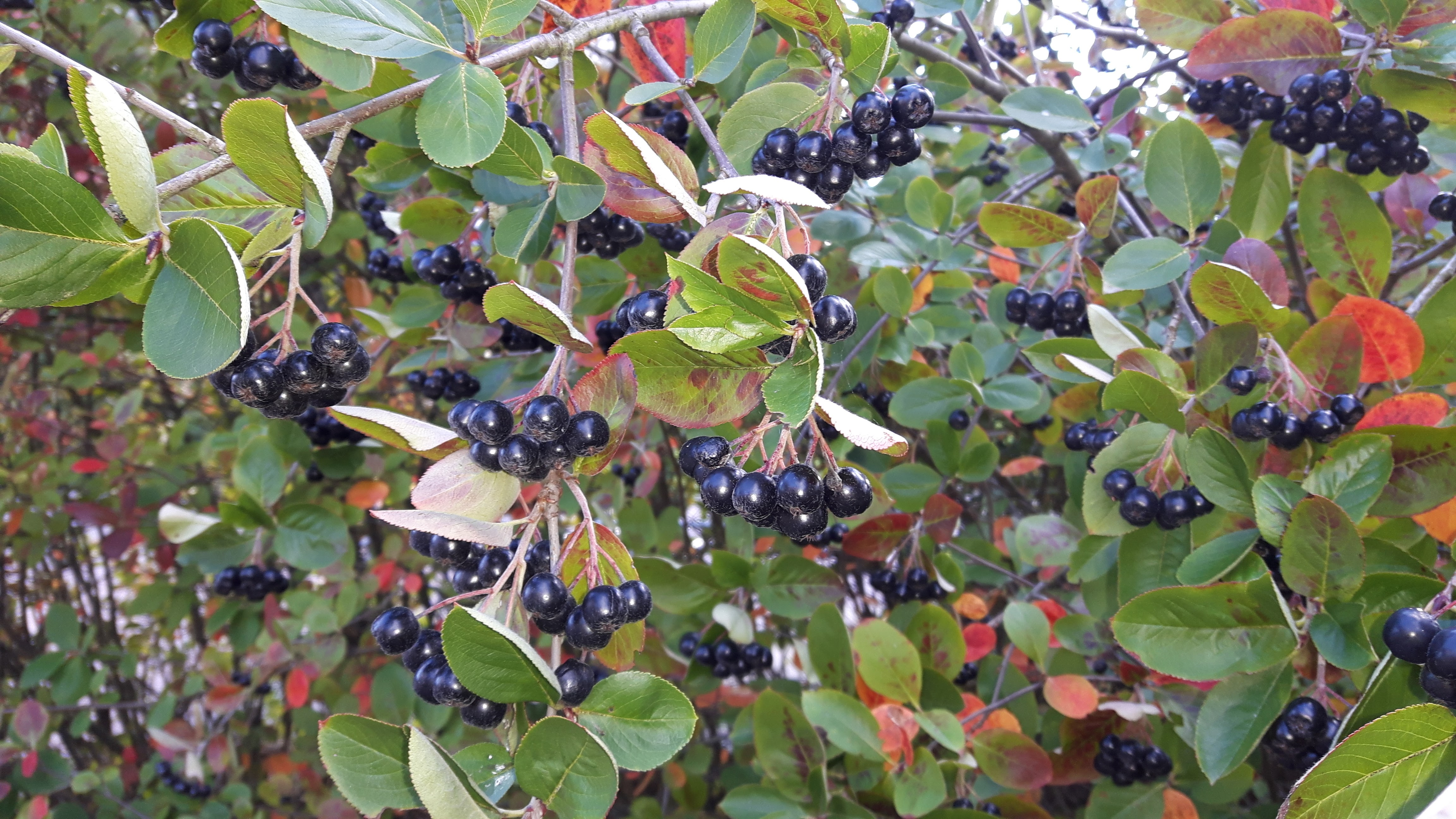
Ягоди аронії (горобина чорноплідна) — одне з кращих джерел антиоксидантів.

- Продукти з найбільшим вмістом антиоксидантів (ORAC/100г)[116]: орегано (175000), розмарин (165000), чебрець (157000), кориця (131000), сичуанський перець сушений (118000), шавлія (120000), порошок ягід асаї (102000), сорго (20000–240000), несолодке сухе темне какао (55000), чорний шоколад (20000-50000), пекан-горіх (18000), аронія (16200), бузина (14400), волоський горіх (13000), ліщина (9600), дика чорниця (7500), журавлина (7300), артишок (7000), ожина (5700), кінза (5150), малина (4800) та чорниця (4200).

## Режими здорового харчування
• переважно ранкове харчове навантаження — 50 % раціону і по 25 % на обід і вечерю;
• рівномірне харчове навантаження протягом дня — по 33 % на сніданок, обід і вечерю;
• переважно вечірнє харчове навантаження — 50 % всього добового раціону і по 25 % на сніданок і обід (але не пізніше 18–19 години).
Їжа може розподілятися за прийманнями, відповідно до біоритмів людини, режиму і способу трудової та іншої діяльності. До харчування дітей і школярів радять підходити індивідуально. Для забезпечення здорового харчування їм рекомендується 4-разове приймання їжі: сніданок 25 % всього добового раціону, 2-й сніданок 15 %, обід — 35 %, вечеря — 25 %.
Вживання їжі за 2–3 години до сну погіршує якість сну.
Вживання кофеїну (кава, чай) у другій половині дня (після 15:00, для деяких людей після 12:00) значно погіршує якість сну через тривалий період напіврозпаду.

## Неадекватне харчування
Оптимальне харчування, є неповторним для кожного і змінюється протягом життя, хоча основні засади є загальними. Наука, котра вивчає притаманні певній людині, особливості фізіології харчування — нутрігенетика. Наука, що вивчає вплив конкретних продуктів харчування на експресію генів — нутрігеноміка.

### Неякісне
Погане харчування часто спричинене споживанням низькоякісних продуктів із високим вмістом калорій, але низьким вмістом поживних речовин. Такі види їжі можуть призвести до дефіциту поживних речовин, збільшення ваги та хронічних захворювань, таких як діабет, хвороби серця та рак. Деякі типові приклади поганого харчування включають більшість фастфуду, солодкі напої, оброблені закуски та високорафіновані вуглеводи, як цукор.
- штучні жири (транс-жири)[47][48][49]
- цукор та продукти з доданим цукром[121][122][123]
- продукти з великою кількістю хімічних харчових добавок — консерванти[124][125][126], емульгатори[127]; надмірне споживання штучних барвників[128][129][130][131] та штучних підсолоджувачів (сахарин, сукралоза, аспартам)[132][133][134][135][136][137]
- надмірне споживання смажених та копчених м'ясних продуктів[138][139][140][141][142][143][144][145][146][147], особливо, червоного м'яса та м'ясних напівфабрикатів[148][149][150].

### Неповноцінне чи недостатнє
Неповноцінне харчування виникає, коли людина не споживає достатньо необхідних поживних речовин для задоволення своїх щоденних потреб. Це може статися через низку причин, таких як бідність, відсутність продовольчого різноманіття, дієтичні обмеження або незбалансоване харчування. Це може призвести до дефіциту поживних речовин, що може мати серйозні наслідки для здоров'я. Деякі поширені приклади неадекватного харчування включають низьке споживання фруктів і овочів, цільнозернових продуктів, нежирних білків і здорових жирів.
Різноманіття раціону також необхідно для формування та збереження різноманітної мікробіоти кишки. Різноманіття складу мікробіоти є однією з основних умов для здоров'я кишки та організму в цілому.

### Надлишкове
Осн. статті: Метаболічний синдром, Ожиріння, Схуднення.
Надмірне або недостатнє споживання певних поживних речовин також може мати негативні наслідки для здоров'я. Наприклад, надмірне споживання насичених і трансжирів, доданого цукру може призвести до збільшення ваги, рівнів кров’яного тиску та різних хронічних захворювань.
Станом на 2016 рік, за даними Всесвітньої організації охорони здоров'я — 58,4 % українців старше 18 років мали зайву вагу, а 25 % страждали на ожиріння. Для прикладу, 1990 року, зайву вагу в Україні мало — 48,9 % населення.
Здорове харчування, дієта, фізичні вправи, інтервальне голодування — основні методи боротьби з ожирінням. Інтервальне голодування призводить до більшої втрати ваги, порівняно з дієтою з обмеженим вмістом калорій. Високоінтенсивне інтервальне тренування (ВІІТ) є найефективнішим типом фізичної активності для зменшення маси тіла, однак для ефективного схуднення в першу чергу потрібно сфокусуватись на гіпокалорійній дієті.

### Журнали
Деякі з наукових журналів, що висвітлюють теми впливу харчування на здоров'я:
- Journal of Nutrition
- Nutrition
- Nature Food (веб-сайт)
- Npj Science of Food (веб-сайт)
- American Journal of Clinical Nutrition
- British Journal of Nutrition (веб-сайт)
- Journal of the Academy of Nutrition and Dietetics
- European Journal of Clinical Nutrition (веб-сайт)
- Critical Reviews in Food Science and Nutrition
- Nutrition Reviews
- Public Health Nutrition